# 奈良クラブ
奈良クラブ（ならクラブ、英: NARA Club）は、日本の奈良市、生駒郡三郷町を中心とする奈良県全県をホームタウンとする、日本プロサッカーリーグ（Jリーグ）に加盟するプロサッカークラブ。

## 概要
1991年に奈良市立都南中学校のOBが都南クラブとして創設。2008年には、前年11月に加入した元Jリーガーの矢部次郎が活動を引き継いだ事を契機に、クラブ名が奈良クラブに変更された。運営会社は株式会社奈良クラブ。
エンブレムは、奈良の象徴で神の使いとされる「鹿」を中央に据え、「奈良」にかかる枕詞「あをによし（青丹よし）」に由来する「青」と「赤」のクラブカラーとチームが奈良の誇りとなるべく「PRIDE OF NARA」の文字が刻まれている。製作者はくまモンを製作した水野学。またロゴである「N」は、平城京の朱雀大路を挟んだ右京と左京、そして左京の傾斜地にあった外京の地場がモチーフとなっており、加えて「N」が示す上下への動きは、「厳しい状況にも負けない不屈の心と、学び前進する奈良の伸び代」を表す。こちらはアートディレクターとして高い山株式会社代表山野英之 が、クリエイティブディレクターとして早稲田大学国際文学館の村上春樹ライブラリー建設に関わった有限会社バッハ代表幅允孝が担当した。
クラブスローガンは「共創」で、2016年に「みんなで創りあげる奈良クラブ」をイメージして、当時の奈良クラブ選手たちが考案した言葉であり「当時の想いを踏襲しつつ、共に奈良の未来を創っていきたい」との想いから掲げられている。
また「地域に根差した総合型スポーツクラブ」を目標と掲げており、トップチームのほかに、小学生〜高校生までを指導する「奈良クラブアカデミー」、知的障がい者サッカーチーム「奈良クラブバモス」、ダンスを通して健康をはぐくむ「奈良クラブチアダンススクール」も運営している。2023年よりスケートボードストリートワールドスケートジャパン特定強化指定選手である中島野々花もクラブに所属している。
ホームスタジアムは奈良市のロートフィールド奈良。練習拠点は生駒郡三郷町の「ナラディーア」を使用している。
2024年からタイ王国のBGグループとパートナーシップを締結。ユニフォームパートナーを務めたり、BGがオーナーとなっているBGパトゥム・ユナイテッドFCからパトリック・グスタフソンやキアッドティフォーン・ウドムといったタイ国籍選手が期限付き移籍で加入したりしていた。2025年1月24日にはBGグループと資本提携を締結することを発表し、BGグループが14.98%の株式を約9200万円で購入して保有することとなった。

## 歴史

### 都南クラブ時代 (1991年 - 2007年)
1991年、初代監督・山口幸司を中心に都南クラブが創設される。1997年に奈良県リーグ1部に昇格。

### 地域リーグ時代 (2008年 - 2014年)
2008年、クラブ名を奈良クラブに変更した。関西府県リーグ決勝大会で優勝した。翌2009年に関西サッカーリーグ2部を昇格1年目で制覇。2010年、サッカー部門にジュニアチームを設立。また、クラブのサポート体制の確立のため、スペインのFCバルセロナに代表される「ソシオ」制度を発足させた。3月29日には、奈良県から特定非営利活動法人の認証を受けた。
2010年12月1日、近鉄奈良駅近くの角振町から率川神社近くの北向町に移転した。
2011年2月3日、横浜FM元コーチの吉田悟が監督に就任。関西リーグ1部で初優勝。第35回全国地域サッカーリーグ決勝大会は1次ラウンドで敗退した。
2012年、カマタマーレ讃岐元監督の羽中田昌を監督に迎えたが、6月30日の9節終了後に辞意を表明、7月3日付けで辞任した。GMの矢部次郎が監督代行に就任。リーグ戦は2位。KSLカップで優勝した。12月19日、事務所を西九条町に移転した。
2013年9月17日、Jリーグ準加盟クラブとして承認された。10月15日、J3クラブライセンスのスタジアム基準を満たさないことより2014年のJ3リーグ入会は成らなかった。また、申請していた日本フットボールリーグ（JFL）入会も叶わなかった。
2014年、横浜FC元コーチの中村敦が監督に就任。関西リーグ1部で3年ぶりに優勝。また、第38回全国地域サッカーリーグ決勝大会も優勝した。12月10日の日本フットボールリーグ（JFL）理事会でJFL入会が承認された。

### 2015年 - 2022年 (JFL)
2017年、事務所を神殿町に移転した
2018年の天皇杯2回戦でJ1の名古屋にPK戦で一度は勝利したが、その後に審判の競技規則適応ミスが発覚。PK戦やり直しが行われ敗れた（詳細は天皇杯 JFA 第98回全日本サッカー選手権大会#マッチナンバー44の扱いを参照）。
2018年11月26日、トップチームの運営を新設する「株式会社奈良クラブ」に移管し、代表取締役社長にクラブスポンサーでもある中川政七商店会長の十三代・中川政七が就任。NPO法人奈良クラブ代表の矢部次郎は代表取締役副社長に就任し、GMとしてポルト大学大学院在籍中で、イングランドとポルトガルのプロクラブ下部組織でコーチを務めた経験を持つ林舞輝が就任することが発表された。なお、育成部門の運営は引き続きNPO法人奈良クラブが行う。
2019年12月7日、J3リーグ加入に必要な年間入場者数を満たすために、2015年から2019年まで5年間の主催試合の入場者数を水増ししていたことを明らかにした。これを受けて、日本サッカー協会からクラブおよび社長に対する処分が科された ことを受けて、1月31日付けで中川は代表取締役社長を辞任し、2月1日付で濵田満が代表取締役社長に就任した。2020年1月30日には、Jリーグから、解除条件を伴ったJリーグ百年構想クラブの失格処分となった が、同年6月23日に処分が解除された。
2022年、チームはJ3昇格の成績での案件（4位以内、かつ百年構想クラブの上位2番目まで、かつJ3ライセンス保有必須）クリアへ向けて着実に成果を上げていたが、同年度から「1試合の平均観客動員2,000人以上」の条件が3年ぶりに復活した ため、集客の課題を残していた（平均観客動員の規定人数を下回った場合J3昇格ができない恐れがある）。残り3試合で13,048人以上の集客を集めなければならないという厳しい条件の中迎えた、10月23日の鈴鹿ポイントゲッターズとの対戦で、鈴鹿側に三浦知良が在籍していることが功を奏し、ロートフィールド奈良に14,202人を集客し、最大の課題だった「平均2,000人以上」の集客案件をクリアした。その後、第28節ヴィアティン三重との対戦に勝利し、成績案件のクリアも確定。クラブの悲願であったJリーグ参入が決定した。そして、11月20日の最終節ソニー仙台FCとの対戦は引き分けに終わったが、2位のFC大阪も最下位のMIOびわこ滋賀との対戦で引き分けに終わり、3位のHonda FCも東京武蔵野ユナイテッドFCとの対戦に敗れたため、初優勝を決めた。なお、JFL優勝とJ3昇格を同時に達成したのは、前年度のいわきFCに続く史上2クラブ目となった。

### 2023年 - (J3)
2023年
フリアン体制3年目。Jリーグ参入初年度。
田中奏一の引退や長島滉大のヴェルスパ大分移籍など、計7名が退団した。一方、FCマルヤス岡崎から酒井達磨、相模原から中島賢星ら、計7名が加入した。10月24日にJ2クラブライセンスが交付された。

開幕戦こそホームで松本山雅に敗れたものの、第3節のアウェイ長野戦で初勝利。第6節から9節まで4連勝し、首位に立った。アウェイでの強さが光り、ホームで4試合あった完封試合はアウェイでは9試合に及んだ。16節のアウェイ福島戦では5-0という大勝も生まれた。しかしアウェイで好調な得点力もホームでは鳴りを潜めることが多く、外弁慶なシーズンとなった（チーム得点王の浅川隼人も16ゴール中11ゴールがアウェイである）。最終的に15勝12分11敗の勝ち点57、J3リーグ参戦1年目を5位の好成績で終えた。失点数はリーグ最少の32、また得失点差+13は、優勝した愛媛を上回り、2位の鹿児島に次ぐリーグ2番目の成績だった。

ホームでは5勝6分8敗と負け越した一方、アウェイでは10勝6分3敗と大きく勝ち越した。アウェイでの勝ち点36、得失点差+17という成績はリーグ1位だった。
2024年
フリアン体制4年目。
森俊介が引退。寺村浩平、國領雄斗、赤塚怜、片岡爽他3人が契約満了で退団。アルナウ(サガン鳥栖)、浅川隼人(松本山雅FC)、加藤徹也(FC今治)が移籍。一方で澤田雄大(ソニー仙台FC)、田村亮介(ガイナーレ鳥取)、岡田優希(ギラヴァンツ北九州)、下川陽太(松本山雅FC)、神垣陸(レノファ山口)が加入した。

昨年の成績を上回り、プレーオフ圏内入りを目標とした今シーズン。得点源である浅川を失ったことに加え、昨シーズン浅川に次ぐ得点をあげた酒井達磨も開幕前に右ひざの大けがで長期離脱となった。
開幕から4試合未勝利のあと、第5節の八戸戦で初勝利を上げる。ホームでは5月から6月にかけて3連勝を飾るなどまずまずの戦績だったが、昨年好調だったアウェイでの戦績が極端に悪化。昨年堅守を誇った守備陣が崩れ、7月の時点で昨年の失点数を上回る。7月21日の琉球戦でアウェイ初勝利を飾ったあと4連敗、今治に0-6で大敗した段階でフリアン監督を解任。新監督に清水エスパルスのコーチで、京都サンガでも指揮を取った中田一三が就任する。中田監督の元、守備が改善するも、就任後8分1敗と勝ちに見放される。それでも11月10日のアウェイ相模原戦に勝利し、チームとして7月以来の白星を上げる。続くホーム岩手戦に勝利しシーズン初の連勝、最終節を前にJ3残留を決めた。最終節の金沢戦は後半ATの失点で敗戦、最終順位は7勝18分13敗の17位となった。引き分け18はリーグ最多だった。

シーズン前に「ホームでの勝率アップ」を掲げたが、昨シーズンと同じ5勝にとどまり、アウェイは昨シーズンの10勝からわずか2勝となり、大きく順位を落とす結果となった。また先制した試合は19試合あったものの、6勝10分3敗と、後半に追いつかれるまたは逆転される試合が多かった。反対に逆転した試合はホーム岐阜戦の1試合にとどまった。

天皇杯は奈良県予選決勝で、関西1部リーグの飛鳥FCを1-0で退け、3年連続の本戦出場権を獲得。2回戦でJ1の鹿島アントラーズと対戦し、1-2で敗戦した。

初参加となったYBCルヴァンカップでは、2回戦でJ1のサンフレッチェ広島と対戦し、0-6で大敗した。
2025年
中田体制2年目。
開幕3戦目でシーズン初勝利を挙げると、そこから6戦負けなしで一時はJ2昇格プレーオフ圏内の4位まで浮上したものの、第12節から4戦勝利なしで第14、15節と初の連敗。
第15節直前の6月6日、トレーニング中の不適切行為のため中田が指揮から離れ、当事者間で協議を行った結果、本人及びクラブ双方合意の下、同月12日に同9日付での契約解除を発表、後任には前カターレ富山監督の小田切道治が就任。
天皇杯では、3回戦で京都サンガF.C.に敗退。

## タイトル

### チーム
- 日本フットボールリーグ：1回
  - 2022
- 全国地域サッカーチャンピオンズリーグ：1回
  - 2014
- 関西サッカーリーグ1部：2回
  - 2011, 2014
- KSLカップ：2回
  - 2012, 2014
- 奈良県サッカー選手権大会 (天皇杯県予選)：15回
  - 2009-2020, 2022, 2023, 2024

### 個人
- J3リーグ
  - ベストイレブン
    - 2023年 - 浅川隼人

  - 優秀監督賞
    - 2023年 - フリアン
- 日本フットボールリーグ
  - 最優秀監督
    - 2022年 - フリアン

  - 最優秀選手(MVP)
    - 2022年 - 浅川隼人

  - ベストイレブン
    - 2015年 - シュナイダー潤之介
    - 2016年 - 茂平
    - 2017年 - 坂本修佑
    - 2022年 - アルナウ、伊勢渉、浅川隼人

  - 新人王
    - 2016年 - 茂平

  - 得点王
    - 2017年 - 坂本修佑
    - 2022年 - 浅川隼人

## ホームスタジアム・練習場
ホームスタジアムはロートフィールド奈良（奈良市鴻ノ池陸上競技場）。奈良県の北端にあるため、京都府との府県境まで1800mほどであり、隣接する木津川市は京都サンガFCのホームタウンのひとつである。
なおロートフィールドは2023年度までJリーグの開催基準に充足した1500ルクス以上の照度のある照明設備がなかった（簡易型の夜間練習用のもののみ）ため、J3昇格最初の同シーズンは薄暮開催（15時開始）までしか対応できなかったが、2024年にJ3開催基準を満たす1500ルクスの照明4基が完成し、ナイターが可能となる。
その他の開催スタジアムについては奈良クラブの年度別成績一覧#年度別入場者数を参照。

### 新スタジアム構想

#### 発端
2022年11月13日に、奈良県の荒井正吾知事は、奈良クラブのホームゲームの試合後に、磯城郡田原本町に2万人以上が集客する天然芝のサッカー専用のスタジアムを整備する考えを明らかにした。
2031年の国民スポーツ大会（現・国民体育大会）の会場整備に端を発した「大和平野中央田園都市構想」として、奈良県が田原本町に計画している5000人規模の球技専用スタジアムを、奈良クラブがJリーグへの昇格を決定したことを受けて、J1の基準を満たす事ができる2万人規模のサッカー専用スタジアムにするもの。また、荒井知事は、2022年11月14日に、報道機関の取材に対し「サブグラウンドもつくり、サッカーの聖地のような場所にしたい」と話している。
これについて、奈良市の仲川げん市長は2022年11月15日に行われた定例記者会見で「今まで奈良市が全面的にホームタウンとして支援してきたので、引き続き奈良市のロートフィールド奈良をホームスタジアムとして活動していくということは奈良クラブからも確認が取れている。」と述べ、奈良クラブのホームスタジアムが奈良市から移転することはないという見通しを示したうえで、「ロートフィールド奈良をJ2まで対応できる1万人以上の規模に改修する考えをすでに奈良クラブに伝えている」とも述べた。その一方で、奈良県が2万人規模のサッカー場を整備することについて、仲川市長は「奈良クラブのためにではなく、県民全体のサッカー文化振興のためにつくるということであれば歓迎すべきことだ。」とも述べている。

#### 知事交代による白紙化
2023年6月8日、新たに奈良県知事に就任した日本維新の会の山下真は、磯城郡3町で県などが計画する「大和平野中央田園都市構想」について、新たな大学や球技専用スタジアムなど中核施設の整備を中止する方向で検討していることが、毎日新聞の取材で判明した。事業の内容を精査した結果、多額の公金を費やす「箱もの」の建設に妥当性がないと判断したとみられる。
同年6月15日、奈良市と同クラブが新スタジアムの具体的な整備内容などについて合意文書を交わす予定であることが奈良新聞の取材で分かった。
同年12月25日、山下知事と仲川市長は、2031年の国民スポーツ大会、全国障害者スポーツ大会のメイン会場としてロートフィールド奈良を使用し、既存施設で対応する方針を発表。前知事時代に計画されていた中南和地域での施設整備計画は実質的に白紙となった。

### 練習場
練習場は主に奈良県フットボールセンター（磯城郡田原本町）を使用していたが、2022年2月に生駒郡三郷町の奈良学園大学信貴山グラウンド跡地に練習場やクラブハウスを併設した新たな拠点「ナラディーア」を整備することが発表され、2023年1月に完成した。

### 年度別入場者数

#### 入場者数水増し問題
2019年11月29日に、あるサポーターがSNSに投稿した写真によると、入場者数を水増ししていたとの指摘があり、奈良クラブが調査したところ、2015年のJFL昇格当初から常習的に入場者数を水増ししていたことが分かった。
水増しした人数は2016年度までは資料がないため不明だが、2017年以後は、実際の入場者数と公表された公式入場者数とは異なる人数を発表した。各年度の1試合平均の人数差異は次に示す通り。
- 2017年度　498人
- 2018年度　444人
- 2019年度　567人

水増しの方法としては、実際には入場者としてはみなされていない人物まで入場者としてカウントするとともに、最終的に集計された数字を水増しして公式入場者数としてカウントされた。特にJ3リーグ昇格に際しては、「原則として1試合平均2000人以上、1年間で3万人以上動員」をすることが審査で求められており、なるべく多く見せたいとする気持ちから、徐々に水増しが常態化されたとしている。特に2019年度のシーズンは開幕2試合で入場者数が伸び悩んだ影響で、水増しを繰り返したとされる。
これを受けて奈良クラブでは、再発防止策として、
- 入口でカウンター計測人数を増やし、正しい計測ができるように努める
- JFLと相談のうえで、入場者数の集計用紙に対するチェック機能を強化する
- 集計用紙は向こう1年間保管する

とした防止策を取りまとめた。それとともに、代表取締役社長・中川政七の報酬1年間全額返上と、前代表（2015-2018年度）の矢部次郎に対しても報酬1年間3割減とする懲戒処分を行った。その後日本サッカー協会裁定委員会による事情聴取を行い、12月26日に同協会から以下の懲罰処分を科されることとなった。
- クラブとしての奈良クラブに罰金100万円
- 中川に対して2020年度のJFL第10節まで、公式戦においての関係者エリア立ち入り禁止
- 矢部に対して譴責処分

2020年1月30日には、Jリーグから、Jリーグ百年構想クラブの失格処分が下された。ただし、以下の解除条件をすべて満たしていることがJリーグの理事会で判断された場合には、処分が解除されるとともに、翌シーズンのJ3クラブライセンス申請が可能になる。
- ガバナンスの強化
- 入場者数のカウント方法の改善
- ステークホルダーからの信頼回復

2020年6月23日、失格処分は解除となり、Jリーグ百年構想クラブの再認定がされた。これにより、2021年度J3クラブライセンス申請が可能となった。

## 下部組織

### アカデミー他
- ユース（2020年創設）
- ジュニアユース
- ジュニア（2010年創設）
- 奈良クラブソシオス
  - 2011年創設。奈良県リーグ1部所属。
  - サッカーを愛好する者による同好会チームとし、様々な人たちがサッカーを通して「明るく、楽しく、真剣に学ぶ」ことをモットーに、勝敗以上の感動や笑いを共有できるクラブチーム作りを目指す」としている[57]。

### チアリーディング
- 奈良クラブdoes (社会人)
- 奈良クラブTwinkles (ジュニア)
  - 2009年創設。

### 電動車椅子サッカー
- 1994年創設のビクトリーロード奈良と2009年に提携し、奈良クラブビクトリーロードに改称。
- 2007年のワールドカップに監督の重松弘昭、選手の重松弘樹、田中雅人、林隆一が日本代表として参加[58]。世界3位の成績を収めている[59]。
- 2010年に行われた第16回日本電動車椅子サッカー選手権大会で優勝した。

## ユニフォーム
ユニフォームデザイン
クラブカラーである青と赤を軸にデザインされており、青をベースに様々な模様や色を入れるのが慣例をなっている。Jリーグ昇格以降は金（ゴールド）の使用が顕著で、2023年のサマーリミテッドを皮切りに、実質的に金がセカンドカラーとなっている。それに対して赤は襟元の差し色程度となっている。
- 2011年

ユニフォームの模様は蔦蔓文様(つたかずらもんよう)を採用。それは奈良時代にシルクロード経由で渡来した文様であるとともに、唐草模様の原型となった。
- 2012年

霰小紋（あられこもん）をベースにしたデザイン。同シーズンに天皇杯で奈良クラブがセレッソ大阪と対戦した際、C大阪監督（当時）のレヴィー・クルピが、試合終了後のコメントで「日本で一番最初の都となった奈良、奈良クラブさんのユニフォームを私もぜひ一枚とっておきたいので、無理を承知でお願いしますが、ぜひ私にも一枚わけてください」と発言したこと を聞きつけた、当時ゼネラルマネージャー兼アンバサダーの矢部次郎が、C大阪のユニフォームと交換する形で奈良クラブのユニフォームを贈呈、クルピは「（同監督がブラジルに所有する）レストランに飾る」と言っており、翌2013年3月にトレーニングマッチで対戦した際にも、新デザインとなったユニフォームを改めて贈呈している。
- 2013年

大和蹴球吉祥文がベース。縁起の良い謂れを持つ生き物（八咫烏、鹿、うさぎ、とんぼ、たぬき、跳ね鯛、左馬、鶴）が小紋としてあしらわれ、亀甲状に配列されている。またストッキングには、2013年が巳年にちなみ鱗を配している。
- 2014年

立涌（たてわく）と鹿の子を軸にしたデザイン、立涌とは奈良時代に貴族の装束や生活用品に使われた有職文様（ゆうそくもんよう）のひとつである。また「鹿の子」はチームのトレードマークでもある奈良の鹿からの連想とされている。そしてストッキングは、午年にちなんで「馬蹄」を配している。
- 2015年

模様は『鹿角唐草』（しかつのからくさ）。鹿の角は勝利、力、成長の象徴として、また、唐草は「繁栄・長寿」の意味を意味する。ストッキングは2015年の干支が未であることから、正倉院宝物の羊木臈纈屏風（ひつじきろうけちのびょうぶ）から巻き角をモチーフにしている。
- 2016年

模様は鱗文様。古来より魔除けとして使われてきた文様で、選手達の健康と勝利を祈願するために採用した。また、J3昇格祈願と2016年のメンイスポンサーである中川政七商店の創業300周年を記念し「三」も掛けた。ストッキングは2016年の干支が申であることから、ならまちの軒先で見かける「庚申（こうしん）さん」をモチーフにした。
- 2017年

模様は、散華×霊芝雲文(さんげれいしうんもん)である。散華は蓮の花弁を表現し、蓮は泥の中から美しい花を咲かせることから、忍耐・成功を表現。ユニフォーム上部の霊芝雲文は正倉院宝物にも見られる万年茸を雲に描いた吉祥文様である。ストッキングは2017年の干支が酉であることから、正倉院宝物文様より花喰い鳥をモチーフにしている。
- 2018年

模様は、鯉の滝登り紋(こいのたきのぼりもん)。「鯉の滝登り」ということわざを文様に起こしたデザインで、滝の激しく降り注ぐ水をイメージした文様の中を登っていく鯉の姿が見え隠れしている。「鯉の滝登り」は勢いよいことや立身出世することのたとえであり、その願いも込められている。
- 2019年

模様は、奈良に伝わる織物の技法の一つである大和絣である。クラブの新しい象徴である「N」をパターン化したことにより、右上へと上昇していくデザインがJ3昇格への強い意志を表現している。
- 2020年

模様は、石畳文様である。文様自体は古墳時代の埴輪などに使われていて、江戸時代の歌舞伎役者、初代佐野川市松が舞台で着用したところ人気を博し「市松模様」と呼ばれるようになった。オリンピックの開催される2020年は、江戸の「市松」から奈良の「石畳」にまで遡り、グリッドパターンをグラフィカルに表現している。
- 2021年

模様は、DANCING DEERである。「つながる、強くなる」をコンセプトに、新型コロナウイルスの影響で打撃を受けた奈良をひとつにするため、肩を組むことで鹿が浮き上がるデザインである。これは勝利時に選手とサポーターが肩を組んでラインダンスを行う伝統の儀式があり、「いつかまた皆で肩を寄せ合って喜びあえる日がくることを願う」という想いが込められている。
また、第30節の松江シティFC戦において「MFJ×SQUADRAマッチデー」の一貫として「3rd UNIFORM DAY」を実施。この試合限定で3rdユニフォームを着用した。ユニフォームのデザインは肩を組むことで鹿が浮き上がるデザインはそのままに、FP用は、「空色（そらいろ）」と「天色（あまいろ）」を採用し、チームが天に駆け上がるようにチカラを発揮することをイメージして選んだ。GK用は、「緋色（ひいろ）」を採用し、最後の砦であるGKが燃えるような魂でゴールを死守する姿をイメージして選んだ。
- 2022年

模様は、金剛力士像である。まだ見ぬ高みへ強い気持ちで挑むチームや選手の象徴として、大きな口を開け感情をあらわにする「阿形像」と、思いを内に秘め鋭い目つきで前をにらむ「吽形像」の二体で、選手たちの強い闘志を表している。また、選手間の「阿吽の呼吸」、そしてサポーターやパートナー企業、地域の人々との固い絆の象徴でもある。
また、第28節ヴィアティン三重戦において「奈良クラブスペインデー」を開催、この試合限定で3rdユニフォームを着用した。これは、スペイン流サッカーを展開する奈良クラブと、スペインカスティーリャ＝ラ・マンチャ州に位置する都市トレドと姉妹都市として50年を迎える奈良市とのコラボ企画である。ユニフォームデザインは、金剛力士像の模様はそのままに、FP用はスペインの国旗にもある赤とホザキモクセイソウの黄色（ウェルド・イエロー）を採用し、選手がピッチで「情熱的に」躍動する姿を、また、ウェルド・イエローをグラデーションにすることで、靡く国旗をイメージしている。GK用は、スペインの海をイメージした青を採用、地中海の海と空の境界線がないグラデーションの景色をイメージしている。
- 2023年

模様は、七宝つなぎである。これは正倉院の宝物にも見られる伝統文様で、ご縁や円満、平和が永遠につながっていくことを願う意味がある。これに加えて、「奈良、一体。」のユニフォームコンセプトの下、サポーターの姿も描くことで、選手とサポーターが「一体」となり、チームと地域の人々や企業も皆が「一体」となって、奈良の新しい風景を共に創っていくという強い思いを込めている。
また、第21節北九州戦、第22節讃岐戦、第24節長野戦において、「NARAの夏祭り」をコンセプトとしたサマーリミテッドユニフォームを着用する。模様は矢絣で、縦に素早く走り、ゴールを決める選手をイメージしている。これに加えて、8月には中元万燈籠やなら燈花会、奈良大文字送り火など様々な行事が行われることから、燈籠やロウソク、花火などの行事モチーフ、鹿や蓮の花、瑞雲などの縁起物も盛り込んだデザインである。また、ユニフォーム背面には金魚のシルエットが入っており、のぼり鯉のように上を目指す「のぼり金魚」をイメージしている。
- 2024年

模様は、正倉院文様である。鹿や鳥、花や金魚などのモチーフを円形に組み合わせた柄を全体に敷き詰め、奈良らしさを演出している。また、クラブが2022年5月に始動させた「奈良県39市町村応援プロジェクト」 の一環として、奈良県39市町村のすべての名称を篆書体を用いて古の印のようにデザイン化、ユニフォーム全面左側にストライプ状に配置することで、奈良のすべての力を身にまとい、奈良一体となって戦うという思いを込めている。
また第23節の沼津戦、第25節北九州戦において、ロートフィールド奈良に夜間照明が完成し、Jリーグのナイトゲームが開催可能になったことから「NARAの夜」をコンセプトとしたサマーリミテッドユニフォームを着用する。模様は、当シーズンのユニフォームの透かし柄に正倉院文様を使用していることから、この正倉院文様に光を当てている。FP用は奈良クラブ史上初のブラックに、鹿、鳥、花、金魚等のモチーフを円形に置いた正倉院文様が金色に輝くデザインとなっている。GK用は、ベースの色が金色となっており、全体が輝くデザインとなっている。
- 2025年

模様は、八咫烏である。八咫烏は、日本書紀に記される建国神話の中で、のちの第一代・神武天皇が山中で遭難した際に熊野路から大和まで道案内をし、勝利に導いた神の化身であると伝えられており、導かれた大和の地で日本国を始めたことされている。この八咫烏を毛筆の強いタッチで描き込み、熱い闘志をイメージさせる炎のパターンを周囲にデザイン。また、日本の伝統文様で縁起がよいとされる亀甲柄を地模様に採用した。
また、第19節の北九州戦、第22節の金沢戦、および第24節の高知戦において、前年（2024年）に吉野郡吉野町と包括協定を締結したことにより、「青の交響曲（シンフォニー）」をコンセプトとしたサマーリミテッドユニフォームを着用する。FP用の前面が「青の交響曲（シンフォニー）」のシンプルなデザインを基に、濃紺のボディカラーとゴールドに輝くラインの車体をそのままユニフォームとして再現した。背面は、金峯山寺蔵王堂に安置している秘仏「金剛蔵王大権現」からインスピレーションを受けステンドグラス風の描画で「青」を表現した。GK用は、前年と同様にベースの色が金色となっている。

### ユニフォームスポンサー
| 掲出箇所   | スポンサー名                                    | 表記                       | 掲出年          | 備考 |
| 胸         | 大和ハウス工業                                  | Daiwa House                | 2021年8月 -     | |
| 鎖骨       | 丸産業                                          | MARU INDUSTRY CO.,LTD.     | 2023年 -        | 左側に表記 2013年と2020年 - 2022年はパンツ前面 2014年 - 2015年、2017年は胸 2016年は袖 2018年 - 2019年は背中上部 2013年は「丸産業」表記                                           |
| 鎖骨       | 大和信用金庫                                    | 大和信用金庫               | 2023年 -        | 右側に表記 |
| 背中上部   | MJE                                             | MJE INC.                   | 2020年 2022年 - | 2018年はパンツ前面 2019年は袖 2021年は背中下部 |
| 背中下部   | 中谷商事グループ JAPAN陸送 メンテナンス・コシバ | JAPAN陸送 中谷商事グループ | 2024年 -        | FPのみ 2023年はパンツ背面 2023年は「JAPAN陸送 中谷商事グループ 株式会社 メンテナンス・コシバ 株式会社 アス・ベース 株式会社 コジマLine 株式会社 中谷商事 株式会社 ヨシオカ」表記 |
| 背中下部   | 税理士法人トレイス                              | 税理士法人トレイス trayes  | 2024年 -        | GKのみ |
| 袖         | BG Group                                        | BG                         | 2024年8月-      | FPのみ |
| 袖         | リークラボ・ジャパン                            | LeakLub Japan              | 2024年 -        | GKのみ |
| パンツ前面 | なし                                            | -                          | -               | |
| パンツ背面 | なし                                            | -                          | -               | |

### ユニフォームサプライヤーの遍歴
- - 2008年：アディダス
- 2009年 - 2011年：マイター
- 2012年 - 2013年：ガビック
- 2014年 - 現在：スクアドラ（ウェア）、キタイ（ストッキング）

### 歴代ユニフォーム
| FP 1st      |      |      |      |      |
| 2009 - 2010 | 2011 | 2012 | 2013 | 2014 |
| 2015        | 2016 | 2017 | 2018 | 2019 |
| 2020        | 2021 | 2022 | 2023 | 2024 |
| 2025 -      |      |      |      |      |
|             |      |      |      |      |

| FP 2nd      |      |      |      |      |
| 2009 - 2010 | 2011 | 2012 | 2013 | 2014 |
| 2015        | 2016 | 2017 | 2018 | 2019 |
| 2020        | 2021 | 2022 | 2023 | 2024 |
| 2025 -      |      |      |      |      |
|             |      |      |      |      |

| Others     |            |            |            |  |
| 2021 SP FP | 2021 SP GK | 2022 SP FP | 2022 SP GK |  |

### 歴代ユニフォームスポンサー表記
| 年度 | 箇所                             | 箇所                    | 箇所                   | 箇所                          | 箇所                                                                       | 箇所                                                | 箇所                    | 箇所 | サプライヤー                              |
| 年度 | 胸                               | 鎖骨左                  | 鎖骨右                 | 背中上部                      | 背中下部                                                                   | 袖                                                  | パンツ前面              | パンツ背面 | サプライヤー                              |
| 2008 | -                                | 解禁前                  | 解禁前                 | -                             | 解禁前                                                                     | -                                                   | -                       | 解禁前 | adidas                                    |
| 2009 | （せんとくん） 平城遷都 1300年祭 | 解禁前                  | 解禁前                 | -                             | 解禁前                                                                     | -                                                   | -                       | 解禁前 | mitre                                     |
| 2010 | （せんとくん） 平城遷都 1300年祭 | 解禁前                  | 解禁前                 | -                             | 解禁前                                                                     | -                                                   | -                       | 解禁前 | mitre                                     |
| 2011 | 中川政七商店                     | 解禁前                  | 解禁前                 | Yoshino Heart                 | 解禁前                                                                     | DiscoverJapan                                       | AMRIT                   | 解禁前 | mitre                                     |
| 2012 | 中川政七商店                     | 解禁前                  | 解禁前                 | 奈良トヨペット                | 解禁前                                                                     | SHIBUTANI & Co.                                     | 大和農園                | 解禁前 | GAViC                                     |
| 2013 | SHIBUTANI & Co. 株式会社 渋谷    | 解禁前                  | 解禁前                 | 奈良トヨペット                | 解禁前                                                                     | 大和農園                                            | 丸産業                  | 解禁前 | GAViC                                     |
| 2014 | MARU INDUSTRY CO., LTD.          | 解禁前                  | 解禁前                 | SHIBUTANI & Co. 株式会社 渋谷 | 解禁前                                                                     | 大和農園                                            | 奈良トヨペット          | 解禁前 | SQUADRA （ウェア） KITAI （ストッキング） |
| 2015 | MARU INDUSTRY CO., LTD.          | 解禁前                  | 解禁前                 | 大和農園                      | 解禁前                                                                     | -                                                   | 奈良トヨペット          | 解禁前 | SQUADRA （ウェア） KITAI （ストッキング） |
| 2016 | 三百周年 中川政七商店            | 解禁前                  | 解禁前                 | 大和農園                      | -                                                                          | MARU INDUSTRY CO., LTD.                             | 奈良トヨペット          | 解禁前 | SQUADRA （ウェア） KITAI （ストッキング） |
| 2017 | MARU INDUSTRY CO., LTD.          | 解禁前                  | 解禁前                 | DMG MORI                      | 奈良トヨペット                                                             | 中川政七商店                                        | -                       | 解禁前 | SQUADRA （ウェア） KITAI （ストッキング） |
| 2018 | DMG MORI                         | -                       | -                      | MARU INDUSTRY CO., LTD.       | 中谷商事 MAINTENANCE KOSHIBA                                               | 奈良トヨペット                                      | MJE INC.                | 解禁前 | SQUADRA （ウェア） KITAI （ストッキング） |
| 2019 | DMG MORI                         | 中川政七商店            | - / Sanwa 三和澱粉工業 | MARU INDUSTRY CO., LTD.       | NANTO 南都銀行                                                             | MJE INC.                                            | -                       | 解禁前 | SQUADRA （ウェア） KITAI （ストッキング） |
| 2020 | -                                | -                       | 中川政七商店           | MJE INC.                      | -                                                                          | -                                                   | MARU INDUSTRY CO., LTD. | - | SQUADRA （ウェア） KITAI （ストッキング） |
| 2021 | - / Daiwa House                  | -                       | 中川政七商店           | Amazing Sports Lab Japan      | MJE INC.                                                                   | #ならをつなぐプロジェクト                           | MARU INDUSTRY CO., LTD. | BUTSURYU SUPPORT | SQUADRA （ウェア） KITAI （ストッキング） |
| 2022 | Daiwa House                      | -                       | 中川政七商店           | MJE INC.                      | 株式会社 タツミ                                                            | MΛRSOL                                              | MARU INDUSTRY CO., LTD. | - / ぱーぷる | SQUADRA （ウェア） KITAI （ストッキング） |
| 2023 | Daiwa House                      | MARU INDUSTRY CO., LTD. | 大和信用金庫           | MJE INC.                      | -                                                                          | -                                                   | 楓工務店                | [https://www.japanrikusou.com/ JAPAN陸送 中谷商事グループ] 株式会社 メンテナンス・コシバ 株式会社 アス・ベース 株式会社 コジマLine 株式会社 中谷商事 株式会社 ヨシオカ | SQUADRA （ウェア） KITAI （ストッキング） |
| 2024 | Daiwa House                      | MARU INDUSTRY CO., LTD. | 大和信用金庫           | MJE INC.                      | 中谷商事グループ JAPAN陸送 （FPのみ） 税理士法人トレイス trayes （GKのみ） | - / BG Group BG （FPのみ） LeakLub Japan （GKのみ） | -                       | - | SQUADRA （ウェア） KITAI （ストッキング） |

## マスコット
クラブマスコットは鹿をモチーフにしたシューカ（蹴鹿）くん。奈良県内の小学生より公募し、合計655作品の中からクラブが選定した最終候補3作品の中から一般投票を行い、名称も公募から選ばれ、2024年10月13日にお披露目式が行われた。
性別は男の子で、奈良クラブのJリーグ昇格を目撃した一匹のシカがサポーターになり、観戦中に飛んできたボールが頭にぶつかってシューカくんに生まれ変わったという設定。頭に乗っているボールにも顔があるが詳細は不明。奈良クラブのエンブレムが描かれたポンチョのようなものを着ている。

## メディア
- 毎日放送（MBS）
  - KICK OFF! KANSAI（2023年4月1日-）
- ならどっとFM（78.4 MHz）
  - 「奈良クラブ～奈良劇場ラジオ～」[90]